# テレビ松本ケーブルビジョン
株式会社テレビ松本ケーブルビジョン（テレビまつもとケーブルビジョン、英: TV MATSUMOTO CABLEVISION、略称: TVM）は、長野県松本地域をエリアとするケーブルテレビ局である。テレビ松本、テレ松（てれまつ）と呼ばれることが多い。
2010年3月31日の松本市と波田町との合併に伴い、波田町営のケーブルテレビ施設・はたケーブルテレビは前日・3月30日をもって解散し、サービスを当社へ移行した。

## サービスエリア
全て長野県。
- 松本市[1]（奈川・梓川地区を除く）
- 塩尻市[1]（北小野地区を除く）
- 東筑摩郡山形村[2]
- 東筑摩郡朝日村
- 東筑摩郡筑北村

## 主な放送チャンネル

### 地上波系列別再送信局
| NHK-G   | NHK-E   | NNN/NNS    | ANN          | JNN      | TXN        | FNN/FNS  | JAITS |
| ------- | ------- | ---------- | ------------ | -------- | ---------- | -------- | ----- |
| NHK長野 | NHK長野 | テレビ信州 | 長野朝日放送 | 信越放送 | テレビ東京 | 長野放送 |       |

### テレビ
| TV011-012 UHF17 | NHK総合・長野               |
| TV021-023 UHF13 | NHKEテレ長野                |
| TV041-042 UHF14 | テレビ信州                  |
| TV051-052 UHF18 | 長野朝日放送                |
| TV061-062 UHF16 | 信越放送                    |
| TV071-073 UHF41 | テレビ東京                  |
| TV081-082 UHF15 | 長野放送                    |
| TV121 UHF19     | テレビ松本                  |
| 101-102         | NHK BS                      |
| 141-143         | BS日テレ                    |
| 151-153         | BS朝日                      |
| 161-163         | BS-TBS                      |
| 171-173         | BSテレ東                    |
| 181-183         | BSフジ                      |
| 191-193         | WOWOW                       |
| 200             | BS10                        |
| 201             | BS10スターチャンネル        |
| 211             | BS11                        |
| 222             | TwellV                      |
| 231             | 放送大学テレビ              |
| 260             | J:COM BS                    |
| 265             | BSよしもと                  |
| 531             | 放送大学ラジオ              |
| 101             | NHK BSプレミアム4K          |
| 102             | NHK BS8K                    |
| 141             | BS日テレ 4K                 |
| 151             | BS朝日 4K                   |
| 161             | BS-TBS 4K                   |
| 171             | BSテレ東 4K                 |
| 181             | BSフジ 4K                   |
| 211             | ショップチャンネル 4K       |
| 221             | 4K QVC                      |
| 500             | えんてれ                    |
| 702             | 松本山雅&スポーツチャンネル |
| 703             | 道路情報チャンネル          |
| 704             | 信州大学テレビ SUTV         |
| 710             | ショップチャンネル          |
| 711             | QVC                         |
| 712             | ウェザーニューズ            |
| 721             | フジテレビTWO               |
| 722             | 旅チャンネル / MONDOTV      |
| 724             | 囲碁・将棋チャンネル        |
| 731             | J sports 1                  |
| 732             | J sports 2                  |
| 735             | GAORA SPORTS                |
| 737             | ゴルフネットワーク          |
| 739             | フジテレビONE               |
| 750             | チャンネルNECO              |
| 751             | ファミリー劇場              |
| 752             | 日本映画専門チャンネル      |
| 753             | 時代劇専門チャンネル        |
| 755             | スーパー!ドラマTV           |
| 757             | アクションチャンネル        |
| 763             | 衛星劇場                    |
| 764             | 東映チャンネル              |
| 765             | TBSチャンネル1              |
| 770             | スペースシャワーTV          |
| 782             | アニマックス                |
| 790             | 日経CNBC                    |
| 792             | CNNj                        |
| 795             | テレ朝チャンネル2           |
| 796             | ディスカバリーチャンネル    |
| 798             | ヒストリーチャンネル        |
| 810             | グリーンチャンネル1         |
| 811             | グリーンチャンネル2         |

- 地上デジタル放送はテレビ東京を除きパススルー方式のため、地上デジタル放送対応テレビであれば視聴可能。
- アニマックス・日テレG+・NHK BS1・GAORAをデジタル放送で視聴する為には専用のデジタルチューナーが必要で地デジテレビだけでは視聴出来ない為、通常のアンテナ受信（ケーブルTV未契約）と同じチャンネルしか視聴出来ない。
- デジタルTVはJC-HITSを使用している。

### ラジオ
| MHz  | 放送局         |
| ---- | -------------- |
| 78.0 | NHK第1（AM）   |
| 80.0 | TOKYO FM       |
| 81.0 | 信越放送（AM） |
| 82.4 | FM長野         |
| 84.0 | NHK長野FM      |
| 85.6 | NHK第2（AM）   |

## 区域外再放送
在京キー局（日本テレビ・TBSテレビ・フジテレビ・テレビ朝日・テレビ東京）の区域外再放送の経緯について示す。なお、従前は区域外再送信の文言も用いられていたが、放送法の全面改正後は区域外再放送に統一された。区域外再放送を参照。
日本テレビ・TBSテレビ・テレビ朝日・フジテレビの区域外再放送は2014年7月24日に終了したが、テレビ東京においては2020年3月31日まで行われる予定。
- 2008年（平成20年）
  - 6月24日 - デジタル放送の再送信を開始。
  - 12月25日 - デジタル放送の再送信を停止。
    - エルシーブイの有線テレビジョン放送法違反が発覚したことが原因。デジタル放送の区域外再送信に関してエルシーブイに強く依存していた面があったため。詳細はエルシーブイ#区域外再放送の問題を参照。
- 2011年（平成23年）
  - 1月1日 - デジタル放送の再送信を再開[5]。
  - 7月24日 - アナログ放送の再放送終了。
- 2014年（平成26年）
  - 6月2日 - テレビ東京の再放送について2017年3月31日まで継続すると発表[6]。
  - 7月24日 - 日本テレビ、TBSテレビ、フジテレビ、テレビ朝日の再放送が24:00に終了[6]。

## 備考
- 自主制作チャンネルの番組表は地方紙信濃毎日新聞・長野日報・市民タイムスや一部全国紙の地方面に掲載されている。
- 2010年、地元サッカークラブの松本山雅FCを応援する専門チャンネルが設立された。日本のケーブルテレビ局で、特定スポーツクラブを題材にした番組は多数あるが、特定クラブの番組編成だけに特化した専門チャンネルは珍しい。